# Kinh Phạm võng
Kinh Phạm võng (tiếng Pali: Brahmajāla Sutta) là bài kinh đầu tiên trong số 34 bài kinh của Trường Bộ. Tên của bài kinh có nghĩa là "Lưới (jāla) của Phạm Thiên". Kinh còn được gọi là Atthajala (Lợi võng), Dhammajala (Pháp võng), Ditthijala (Kiến võng), Anuttarasangama Vijaya (Vô thượng Chiến thắng).
Trong hệ kinh văn Phật giáo Hán ngữ, các kinh văn có nội dung tương tự gồm có "Phạm động kinh" (梵動經) do Chi Khiêm dịch và "Phạm võng lục thập nhị kiến kinh" (梵網六十二見經) do Trúc Pháp Hộ dịch. Kinh văn "Phạm võng kinh Lô-xá-na Phật thuyết Bồ tát tâm địa giới phẩm" (梵網經盧舍那佛說菩薩心地戒品) của Phật giáo Đại thừa, tuy thường gọi tắt là "Phạm võng kinh", nhưng không có nội dung quan hệ đến kinh này.

## Nội dung
Bài kinh có hai chủ đề chính:
- Các vấn đề về Tiểu giới (Cula-sila), Trung giới (Majjhima-sila), và Đại giới (Maha-sila).
- Bàn về 62 loại Tà kiến (ditthi) mà các tu sĩ khổ hạnh ở Ấn Độ bám vào. Chúng được chia thành: 18 luận chấp về quá khứ (pubbantanuditthino), và 44 luận chấp về tương lai (aparantakappika).

Nhiều luận chấp trong số này vẫn còn phù hợp trong thế giới hiện đại và do đó bài kinh cung cấp cho các học giả Phật giáo nhiều thông tin để suy ngẫm về những lời dạy của Đức Phật .
Việc xây dựng các luận chấp này rất chi tiết, tập trung vào cách các luận chấp (niềm tin) hình thành và cách chúng được mô tả và tuyên bố. Phần xây dựng kết thúc với lời tuyên bố của Đức Phật về sự nguy hiểm của việc bám víu vào những niềm tin này, vì chúng vẫn còn bị ảnh hưởng bởi tham (lobha), sân hận (dosa), và vô minh (avijjā), rằng những tín đồ trung thành của nó sẽ không đạt đến sự giải thoát cuối cùng mà vẫn trong vòng luân hồi. Những tín đồ của những luận chấp này được so sánh với những con cá nhỏ trong ao sẽ bị lưới vây bắt dù họ có muốn thoát ra thế nào đi chăng nữa, trong khi những người nhìn thấy thực tại như bản chất của nó thì đã vượt ra ngoài lưới luân hồi.

## Bối cảnh
Bài kinh bắt đầu với cảnh Đức Phật cùng các đệ tử du hành giữa hai thành phố Rajagaha và Nalanda. Cùng lúc đó, một người Bà-la-môn tên là Suppiya, cùng với đệ tử của mình, Brahmadatta, cũng đang đi cùng hướng, bám sát đoàn người của tăng đoàn. Trong khi Suppiya nói ra những lời xúc phạm đến Phật, Pháp, Tăng; thì người đệ tử Brahmadatta lại ca ngợi và tôn kính ngôi Tam bảo. Hai người tiếp tục tranh luận cho đến khi đến nơi nghỉ của vị vua ở Ambalatthika.
Nghe cuộc trò chuyện này, một số nhà sư đã thảo luận về bản chất xung đột của 2 người vào sáng hôm sau. Đức Phật đến và hỏi họ đang thảo luận điều gì. Khi một nhà sư nói xong, Đức Phật trả lời,

... Này các Tỷ-kheo, nếu có người hủy báng Ta, hủy báng Pháp hay hủy báng Tăng, các ngươi chớ có vì vậy sanh lòng công phẫn, tức tối, tâm sanh phiền muộn. Này các Tỷ-kheo, nếu có người hủy báng Ta, hủy báng Pháp hay hủy báng Tăng, và nếu các ngươi sanh lòng công phẫn, tức tối, tâm sanh phiền muộn, thời như vậy sẽ có hại cho các ngươi. Nếu có người hủy báng Ta, hủy báng Pháp hay hủy báng Tăng, và nếu các ngươi công phẫn và phiền muộn, thời các ngươi có thể biết được lời nói của những kẻ ấy là đúng hay sai lạc chăng?
... Này các Tỷ-kheo, khi có người hủy báng Ta, hủy báng Pháp hay hủy báng Tăng, các ngươi phải nói rõ những điểm không đúng sự thật là không đúng sự thật: - "Như thế này, điểm này không đúng sự thật; như thế này, điểm này không chính xác; việc này không có giữa chúng tôi; việc này không xảy ra giữa chúng tôi".
... Này các Tỷ-kheo, nếu có người tán thán Ta, tán thán Pháp, hay tán thán Tăng, thời các ngươi không nên hoan hỷ, vui mừng, tâm không nên thích thú. Này các Tỷ-kheo, nếu có người tán thán ta, tán thán Pháp hay tán thán Tăng, mà nếu các ngươi hoan hỷ, vui mừng và thích thú thời sẽ có hại cho các ngươi. Này các Tỷ-kheo, nếu có người tán thán Ta, tán thán Pháp hay tán thán Tăng, thời các ngươi hãy công nhận những gì đúng sự thật là đúng sự thật: "Như thế này, điểm này đúng sự thật, như thế này, điểm này chính xác, việc này có giữa chúng tôi, việc này đã xảy ra giữa chúng tôi".
... Này các Tỷ-kheo, thật chỉ thuộc các vấn đề không quan trọng, nhỏ nhặt, chỉ thuộc giới luật mà kẻ phàm phu tán thán Như Lai. Này các Tỷ-kheo, thế nào là những vấn đề không quan trọng, nhỏ nhặt, chỉ thuộc giới luật (Śīla) mà kẻ phàm phu tán thán Như Lai?— Hòa thượng Thích Minh Châu dịch Việt, Trường bộ kinh (Dìgha Nikàya), Kinh Phạm võng (Brahmajāla Sutta)